# 花鹑螺
花鹑螺（学名：Tonna marginata），是异足目鹑螺科鹑螺属的一种。主要分布于中国大陆、台湾，常栖息在热带温暖海洋中，喜捕食底栖生物。